# Геоіконіка
Геоіконіка — наукова дисципліна, основне завдання якої полягає у розробці загальної теорії геозображень, методів їх аналізу, перетворення і використання у науковій і практичній діяльності.

## Опис
Геоіконіка об'єднує досягнення картографії, дистанційного зондування і геоінформатики в галузі вивчення зображень.
Геоіконіка зв'язує три потужні наукові напрями, кожний з яких так чи інакше вивчає геозображення — це картографія, аерокосмічні методи і машинна графіка. При цьому вона вбирає в себе досягнення іконіки, кібернетики, психології сприйняття, теорії розпізнавання образів, тобто тих дисциплін, які накопили значний досвід аналізу і обробки зображень, а також наук про Землю, що дозволяють зрозуміти змістовну суть геозображень.
Геоіконіка, проте, аж ніяк не повинна (і не може) підміняти такі галузі картографії, як використання карт або картографічна семіотика, або заступити місце дешифрування і фотограмметрії. Завдання її не в підміні, а в інтеграції досліджень, їх синтезі, що припускає отримання нового знання.
Уперше концепцію геоіконіки було сформульовано професором О. М. Берлянтом в середині 1980-х.
Професор А. М. Молочко читає курс «Геоіконіки» у Київському університеті ім. Т. Шевченка.

### Ресурси Інтернету
- Берлянт А. М. Графические модели мира [Архівовано 25 серпня 2017 у Wayback Machine.](рос.)
- The geoiconics — A science concerning with geoimages [Архівовано 25 серпня 2017 у Wayback Machine.](англ.)